# ذاكرة جمعية

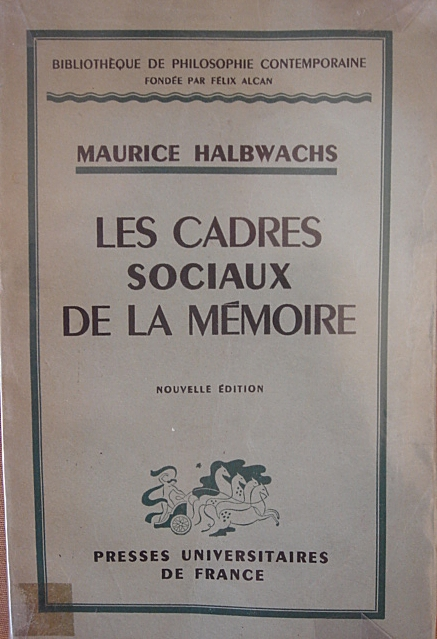

ذاكرة جمعية مفهوم يعني تجمّع مشترك من المعرفة والمعلومات في ذاكرة شخصين أو أكثر (أعضاء مجموعة اجتماعية).
ظهرت العبارة بالإنجليزية في النصف الثاني من القرن التاسع عشر. الفيلسوف وعالم الاجتماع موريس هالبواكس  حلل وطوّر المفهوم في كتابه عام 1950.
الذاكرة الجمعية يمكن تشاركها مع آخرين، تمريرها، أو بناؤها من قبل مجموعات اجتماعية كبيرة أو صغيرة. من الأمثلة على هذه المجموعات: حكومة ما (تتبنى ما يسمى "الذاكرة الوطنية")، ثقافة شعبية، وغيرها.
هي تشبه ذاكرة الشخص الذي يجيد تذكر الصور أكثر من الكلمات؛ لكن أيضاً لها ميزات، مثل التذكر بالتحاور (cross-cueing).
يندرج تحتها ما يسمى ذاكرة ثقافية؛ وتختلف عما يسمى تاريخ.

## الذاكرة الجمعية عند  هالبفاكس
يرى هالبڤاكس أن المجتمع فيه أمور مادية ملاحظة، تتمثل في السلوك والعادات والتقاليد أي ممارسات الناس  في حياتهم الاعتيادية يومياً، والتي يمكن رصدها وملاحظتها على نحو مباشر، وأمور غير مادية تتحكم بسلوك الناس وتؤثر فيه، يسميها ذاكرة جمعية، والتي تنتقل عبر الأجيال بالتنشئة، وتستقر بوعي الأفراد دون تغيير. يتوضح ذلك بالمقارنة بين نموذجين مختلفين من نظم العائلة: في المجتمع الحديث يزداد التوجه نحو الأسرة النووية المحدودة في حجمها التي تقتصر على الزوج والزوجة والأبناء غير المتزوجين، في حين يختلف الأمر في الأسرة القديمة، إذ  كان في مقدور الفرد، أن يتزوج في المتوسط ثلاث مرّات أو أربعاً في حياته. وكانت الأسرة واسعة جداً إلى الحد الذي تتاح فيه للأبوين والأقارب من السلالة نفسها أن تضم أعداداً كبيرة من الأتباع، سواء من العبيد المحررين، أو الأبناء المتبنين، وكان دور الأب والأم بالنسبة إلى الأطفال أقل أهمية من دور الجدود والأصول التي تنتمي إليها الأسرة، ولهذه العائلة الأبوية ثقافة خاصة وشعائر وذاكرة تميزها من غيرها وبنية تقليدية، تؤثر جميعها في التصورات العائلية التي تحدد التصرفات وأشكال التضامن بين أفراد الأسرة. أما في المجتمع الحديث فيكتسب الأبناء جملة من التصورات المختلفة التي تؤلف الذاكرة الجمعية بالنسبة لهم، والتي تحدد أدوارهم في منظومة التفاعل بطريقة مختلفة، فتحدد أشكال هذا التفاعل ونظمه.
في النهاية يخلص هالبڤاكس في كتابه الذاكرة الجمعية إلى:
- لا ذاكرة ولا تذكرُّ من دون جماعة أو بمعزل عنها.
- في نفس الوقت، لا جماعة  واعية من دون ذاكرة جمعية.